# Via del Colosseo
Via del Colosseo är en gata i Rione Monti i Rom. Gatan löper från Largo Corrado Ricci till Largo Gaetana Agnesi. Via del Colosseo är belägen i det forna distriktet Carinae.

## Beskrivning
Gatan är uppkallad efter Colosseum — den flaviska amfiteatern, invigd år 80 e.Kr. Vid gatan är bland annat kyrkan Santa Maria della Neve al Colosseo belägen. Kyrkan, som har anor från högmedeltiden, hette ursprungligen Sant'Andrea del Portogallo. I början av 1700-talet fick kyrkan en barockdräkt.

## Omgivningar
Kyrkobyggnader och kapell
- Santa Maria della Neve al Colosseo
- Santa Maria in Carinis
- Santissimo Sacramento delle Zitelle Mendicanti

Gator och gränder
- Via del Cardello
- Via del Buon Consiglio
- Vicolo del Buon Consiglio
- Via Frangipane
- Via del Pernicone
- Via Vittorino da Feltre
- Via delle Carine
- Via del Tempio della Pace

Övrigt
- Palazzo Silvestri-Rivaldi

## Bilder
| - Santa Maria della Neve al Colosseo. - Santa Maria in Carinis. |